# Reliéf Nejsvětější Trojice (Bílsko u Hořic)
Reliéf Nejsvětější Trojice se nalézá na návsi ve vesnici Bílsko u Hořic v části Velké Bílsko v okrese Jičín, asi 100 m jižně od budovy obecního úřadu Bílsko u Hořic. Socha je chráněna jako kulturní památka ČR. Národní památkový ústav tuto sochu uvádí v katalogu památek pod rejstříkovým číslem ÚSKP 28473/6-1112.

## Popis
Pískovcový reliéf Nejsvětější Trojice pocházející z roku 1855 představuje plastiku ve tvaru náhrobku s reliéfem Korunovace Panny Marie. Vlastní reliéf Korunovace Panny Marie je umístěn na nízkém hranolovém soklu s reliéfem svatého Jana Nepomuckého zakončeném profilovanou římsou. Reliéf Korunovace Panny Marie je rámován dvěma pilastry zakončenými palmetovou hlavicí nesoucí masivní profilovanou hlavní římsu. V oblouku pod hlavní římsou je umístěno Boží oko s paprsky.
Plastika je umístěna na čtvercovém kamenném stupni s ozdobným kovovým plotem. V roce 2009 byla provedena její renovace.